# 苏格兰人民族认同
苏格兰民族认同是一个术语，指居住在苏格兰的民众对自身民族和共同的文化意识的认同感，这由相当多数的苏格兰人民所共享。
苏格兰民族认同的定义存在分歧，甚至一些人并不认为主要是从种族来区分。鉴定他人是否作为苏格兰人则一般是根据口音。虽然苏格兰语的各种方言多种多样，还包括了苏格兰英语（或称盖尔人口音英语），但是人们还是将他们关联起来作为苏格兰人这一个共享的认同，以及同时作为一个地区或地方的身份认同。部分苏格兰地区，如格拉斯哥、外赫布里底群岛和以阿伯丁为代表的苏格兰东北部，保留着强烈的区域身份责任感以及苏格兰民族认同的想法。 北方群岛（奥克尼群岛和设得兰群岛）的居民则表达了不同的区域身份，他们受到斯堪的纳维亚文化遗产的影响，从其区域旗帜上可见一斑。